# José Galván Rodriguez
Pour les articles homonymes, voir José Rodríguez et Galván.
José Galván Rodríguez (La Puebla de Cazalla, 24 avril 1905 - Cadix , 27 septembre 1989) est un relieur espagnol.

## Biographie
José Galván Rodríguez est considéré comme l'un des grands relieurs espagnols du XXe siècle, au même titre que Antolín Palomino et Emilio Brugalla. Dès son plus jeune âge, il vit à Cadix, où il étudie au collège Salesianos, et où il établira plus tard son atelier de reliure. En 1953, il remporte la Médaille d'honneur à l'Exposition internationale de Madrid. Il a eu des relations avec plusieurs des grands relieurs de la scène européenne, comme Thérèse Moncey ou Jules Fache. En 1971, il rejoint l'Association internationale des artistes relieurs européens. 
Ses fils Antonio et José Galván poursuivent le travail de son atelier.
La mairie de Cadix a créé un prix artistique qui porte son nom.